# Mônica Barroso
Mônica Maria de Paula Barroso (Fortaleza, 16 de agosto de 1954) é uma advogada brasileira, que se destacou pela atuação na defesa dos direitos humanos, especialmente os direitos das mulheres.
Graduada em Direito pela Universidade Federal do Ceará, especializou-se em Direito Público e Direito Processual Civil. Integrou o Conselho Superior da Defensoria Publica e o Tribunal de Ética da OAB-CE, além de presidir a Comissão da Mulher Advogada da OAB-CE. É professora universitária da Faculdade de Direito Christus.
Atuando como Coordenadora Especial de Políticas Públicas para as Mulheres no governo do Ceará, recebeu o Diploma Bertha Lutz em 2004.
É filiada ao Partido Socialista Brasileiro (PSB).